# Студенице
Студенице (словен. Studenice) су насељено место у општини Пољчане, Подравска регија, Словенија.

## Историја
До територијалне реорганизације у Словенији биле су у саставу старе општине Словенска Бистрица.

## Становништво
У попису становништва из 2011. године, Студенице су имале 145 становника.
| Број становника према пописима | Број становника према пописима | Број становника према пописима |
| ------------------------------ | ------------------------------ | ------------------------------ |
| 1991                           | 2002                           | 2011                           |
| 175                            | 147                            | 145                            |

## Галерија
- панорама
- римокатоличка црква "Света Луција"
- река Дравиња која протиче кроз Студенице
- фонтана
- рибњак
- споменик „Свети Јанез Непомук“.
- остаци старог града